# Liste der Monuments historiques in Montigny-les-Monts
Die Liste der Monuments historiques in Montigny-les-Monts führt die Monuments historiques in der französischen Gemeinde Montigny-les-Monts auf.

## Liste der Objekte
| Bezeichnung     | Beschreibung                             | Standort                        | Kennzeichnung | Schutzstatus | Datum | Bild |
| --------------- | ---------------------------------------- | ------------------------------- | ------------- | ------------ | ----- | ---- |
| Wandvertäfelung | Holz, bemalt, 16. (oder 19.) Jahrhundert | in der Kirche St-Nicolas (Lage) | PM10001276    | Classé       | 1913  |      |
| Glocke          | Bronze, 1574 gegossen                    | in der Kirche St-Nicolas (Lage) | PM10001277    | Classé       | 1913  |      |